# كتاب تراتيل

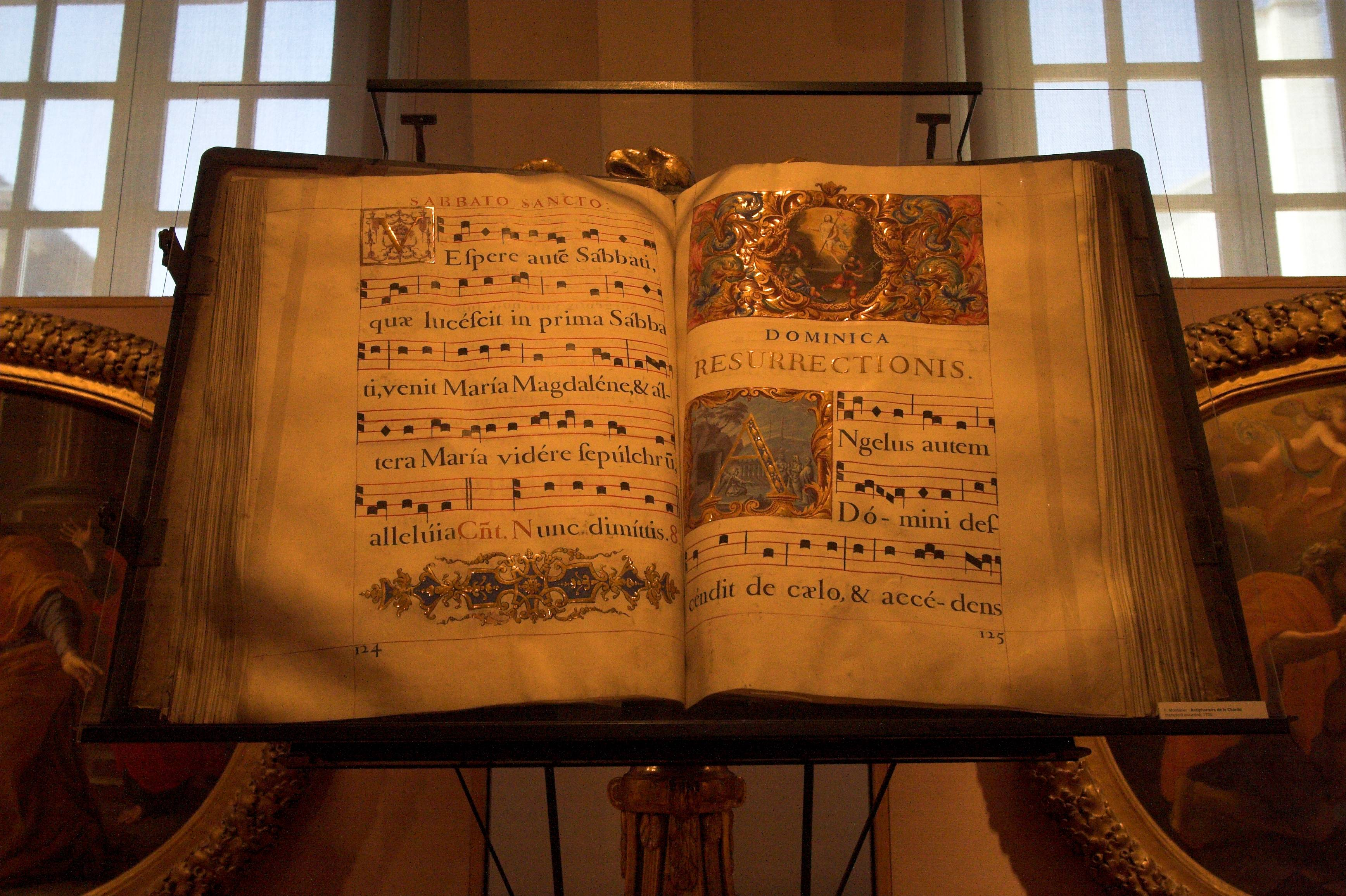
كتاب تراتيل مطبوع (نحو 1700) مفتوح لصلاة الغروب في عيد الفصح.

كتاب التراتيل أو كتاب الدفنار هو أحد الكتب الطقوسية المخصصة للاستخدام في الجوقة الطقوسية، وتتميز في الأصل، كما يوحي اسمها، من خلال تخصيص الترتيلات المتناوبة ‏ في أجزاء مختلفة من الطقوس اللاتينية.